# Eosentomon osageorum
Eosentomon osageorum är en urinsektsart som beskrevs av Bernard 1990. Eosentomon osageorum ingår i släktet Eosentomon och familjen trakétrevfotingar. Inga underarter finns listade i Catalogue of Life.